# The Vamps
The Vamps är ett brittiskt poprockband bestående av Brad Simpson (ledsång och gitarr), James McVey (sologitarr och sång), Connor Ball (basgitarr och sång) och Tristan Evans (trummor och sång). Det bildades i början av 2012 och fick kontrakt med Mercury Records i november samma år. The Vamps stödde McFly på deras Memory Lane Tour i början av 2013. De uppträdde även runt om i Storbritannien som förband åt band som The Wanted, JLS och Demi Lovato.
Den 29 september 2013 släppte The Vamps sin debutsingel "Can We Dance", vilken debuterade som nummer ett på UK Singles Chart. Deras andra singel "Wild Heart" släpptes 18 januari 2014 och nådde nummer ett på UK Singles Chart. Deras tredje singel "Last Night" släpptes till den brittiska radion den 24 februari 2014 men var inte släppt förrän den 6 april 2014. Deras debutalbum Meet The Vamps släpptes den 14 april 2014 och vann 2017 platina-utmärkelse. 27 november 2015 släpptes det andra studioalbumet "Wake Up". De släppte sin första bok "Our story" den 20 oktober 2016. Den 14 juli 2017 släpptes första delen av albumet ”Night & Day” (Night Edition) och den 13 juli 2018 släpptes den andra delen (Day Edition). Den 19 april 2019 släpptes EP:n "Missing You". 

## Historia

### 2011-2012
År 2011 var James McVey redan kontrakterad av Richard Rashman och Joe O'Neill hos Prestige Management. När han beslutat att han ville bilda ett band upptäckte McVey Brad Simpson genom YouTube. Tillsammans skrev paret låtar i slutet av 2011, med Simpson som senare blev huvudsångare. Under 2012 träffade Simpson och McVey Tristan Evans genom Facebook. Trion träffade sedan Connor Ball via en gemensam vän. I mitten av 2012 började bandet ladda upp covers på sin YouTube-kanal 

### 2013-nutid: Meet the Vamps och genombrott
Den 22 juli 2013 laddade bandet upp sin första originallåt "Wild Heart" på sitt YouTube-konto; videon fick över 6 000 000 visningar de två första dagarna. Den 6 augusti 2013 släppte de musikvideon till debutsingeln "Can We Dance", som fick mer än 30 miljoner visningar inom två veckor. "Can We Dance" släpptes den 29 september 2013 och debuterade som nummer ett på UK Singles Chart den 6 oktober 2013. Den 19 november 2013 meddelade bandet att de skulle släppa sitt debutalbum runt påsk. Den 22 november 2013 meddelade The Vamps att deras andra singel skulle vara "Wild Heart". Låten fick sin första airplay tre dagar senare och släpptes den 19 januari 2014 med en topp på nummer ett på UK Singles Chart den följande veckan.
Den 13 mars meddelade The Vamps att deras debutalbum skulle släppas den 14 april 2014. Den 22 mars visade det sig att albumet skulle få titeln Meet The Vamps. Den 6 april släppte de "Last Night" som den tredje singeln från debutalbumet. Det debuterade som nummer ett i Storbritannien. Den 17 april debuterade Meet the Vamps som nummer ett på Irish Albums Chart.
I maj 2014 meddelades det att The Vamps skulle göra ett cameoframträdande i en såpopera: Hollyoaks, den 14 maj 2014. Hollyoaks släppte en teaser om The Vamps framträdande på YouTube  De sågs på en bild med Peri Lomax (Ruby O'Donnell) när hon går till deras konsert med Sienna Blake (Anna Passey). 

## Medlemmar

### Brad Simpson
Bradley Will Simpson, mer känd som Brad Simpson, född 28 juli 1995 i Sutton Coldfield, West Midlands. Han sjunger huvudsolot och spelar gitarr. Simpson mötte James McVey via Youtube under 2011.

### James McVey
James Daniel McVey, född 30 april 1994 i Bournemouth, Dorset. Han är huvudgitarristen och sjunger bakgrundssång. McVey träffade Brad Simpson via Youtube under 2011.

### Connor Ball
Connor Samuel John Ball, född 15 mars 1996 i Aberdeen och uppvuxen i Hatton, Warwickshire. Han spelar elbas och sjunger bakgrundssång. Han var den senaste att gå med i bandet.

### Tristan Evans
Tristan Oliver Vance Evans, född 15 augusti 1994 i Exeter, Devon. Han spelar trummor och sjunger bakgrundssång. Evans agerar även som producent för bandet, särskilt med deras omslag.

## Diskografi

### Album
Studioalbum
- 2014 – Meet the Vamps
- 2015 – Wake Up
- 2017 – Night & Day (Night Edition)
- 2018 – Night & Day (Day Edition)

Videoalbum
- 2014 – Story of the Vamps (DVD+CD)
- 2014 – Meet the Vamps: Live in Concert (DVD)
- 2015 – Access All Areas (DVD)

### Singlar och EPs
Singlar (urval)
- "Can We Dance" (släppt den 29 september 2013) (UK #2)
- "Wild Heart" (släppt den 19 januari 2014) (UK #3)
- "Last Night" (släppt den 6 april 2014) (UK #2)
- "Somebody to You" (med Demi Lovato) (släppt den 18 maj 2014) (UK #4)
- "Oh Cecilia (Breaking My Heart) (med Shawn Mendes) (släppt den 12 oktober 2014) (UK #9)
- "Wake Up" (släppt den 2 oktober 2015) (UK #12)
- "I Found a Girl" (med Omi) (släppt den 1 april 2015) (UK #30)
- "All Night" (med Matoma) (släppt den 14 oktober 2016) (UK #24)
- "Middle of the Night" (med Martin Jensen) (släppt den 28 april 2017) (UK #44)
- "Hands" (med Mike Perry och Sabrina Carpenter) (släppt den 19 maj 2017)

EPs
- 2014 – Somebody to You
- 2015 – Live
- 2015 – The Christmas EP
- 2017 – All Night

2019 Missing You EP